# Guérilla de l'Araguaia

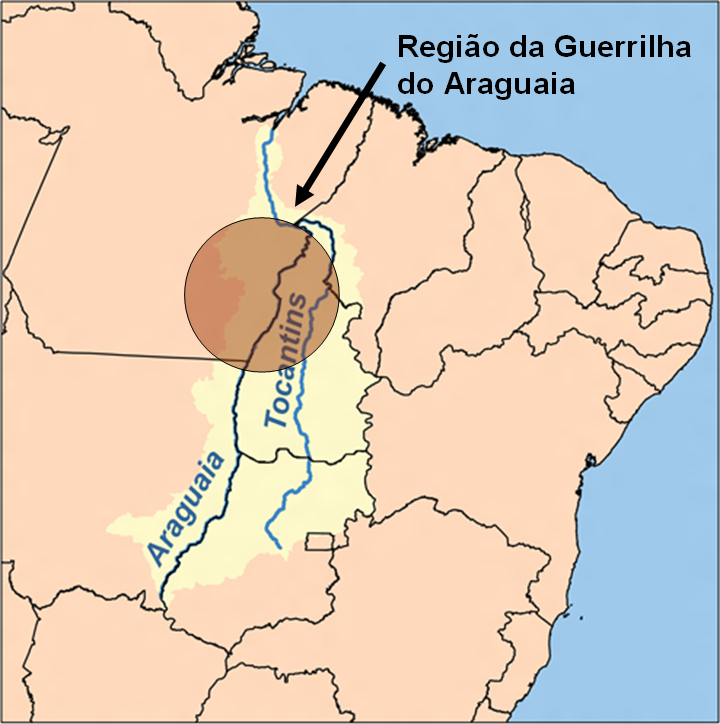
Carte de la région de Tkola Guerrilha de l'Araguaia.

La Guérilla de l'Araguaia est une somme d'actions militaires qui se sont produites durant les années 1970 et mises en place par des opposants au Régime militaire qui dirigeait le Brésil depuis le putsch de 1964. Ceux-ci se proclamaient révolutionnaires.
Le mouvement fut organisé par le Parti communiste du Brésil (PCdoB), dans l'illégalité, entre 1966 et 1974. Au moyen d'une "guerre populaire prolongée", les membres du PCdoB prétendirent  implanter le communisme au Brésil, initiant le mouvement dans les campagnes, en imitation de ce qui s'était déjà fait et avait abouti en Chine en 1949 et à Cuba en 1959. 
Le théâtre des opérations se trouvait dans la région où les frontières des États du Pará, du Maranhão et du Goiás (aujourd'hui, du Tocantins) se rencontrent. Le nom donné à l'opération vient de sa localisation sur les rives du rio Araguaia, à proximité des villes de São Geraldo et Marabá, au Pará, et de Xambioá, au nord du Goiás, zone actuellement au nord de l'État du Tocantins, appelée aussi Bico do Papagaio (« Bec de Perroquet »).
On estime que participèrent à l'opération soixante-neuf guérilleros dont la majorité s'installa dans la région vers 1970, auxquels se joignirent environ dix-sept paysans locaux. Parmi eux, José Genoíno (en), qui fut détenu par l'Armée en 1972 et deviendra dans les années 1980 président du Partido dos Trabalhadores (PT).

## Mobilisation
Pour combattre soixante-neuf guérilleros du PCdoB et dix-sept paysans, l'armée mobilisa 8 à 10 000 hommes pour la deuxième opération, de septembre 1972 à octobre 1972, en plus de l'aide de centaines de militaires nord-américains qui agissaient dans l'élaboration de plans stratégiques de contrôle du territoire. Ces soldats ne connaissaient rien de leur mission et étaient commandés par le général Antônio Bandeira.

## Théâtre des opérations, commandants militaires et révolutionnaires
Pour préparer le théâtre des opérations, le commandement, avec l'appui de machines et d'équipements nord-américains, fit construire une route de trente kilomètres de long, afin de faciliter le déplacement des troupes. La zone ou opérait les guérilleros occupait environ 7 000 km2, s'étendant de la ville de Xambioá jusqu'au sud de l'État du Pará, à proximité de Marabá.
Le général Olavo Viana Moog exerça le commandement tactique des opérations, auxquelles participa aussi le général Hugo Abreu.
Du côté de la guérilla, les principaux commandants étaient Maurício Grabois et João Amazonas, qui venaient du PCB (Parti communiste brésilien) et qui avaient été prisonniers dans les années 1930 pendant la période de l'Estado Novo.

## Identités et activités préparatoires de la guérilla
Une donnée importante est que la majorité des guérilleros - environ 70 % - étaient originaires des classes moyennes, tels que médecins, dentistes, avocats, ingénieurs, et il y avait aussi des banquiers et des commerçants. Moins de 20 % étaient des paysans, et ceux-ci étaient recrutés dans la région de l'Araguaia. Le nombre d'ouvriers participant au mouvement ne dépassait pas 10 % du total[citation nécessaire]. En moyenne, l'âge tournait autour de trente ans.

## Le déroulement des opérations
L'armée brésilienne découvrit la localisation du noyau guérillero en 1971. Les opérations de guérilla commencèrent effectivement en 1972, les opposants à la dictature ont offert une forte résistance jusqu'en mars 1974. L'armée a mené les opérations en quatre phases baptisées Operação Papagaio (entre avril et octobre 1972 durant laquelle les techniques de combat conventionnelles ont été utilisées sans grand résultat), Operação Sucuri puis Operation Marajoara et enfin Operação Limpeza (durant lesquelles les techniques de guerre contre-insurrectionnelle sont utilisées, la dernière phase étant une phase de nettoyage destinée à effacer toute trace des opérations menées.
En janvier 1975 les actions étaient considérées officiellement comme bouclées, avec la mort ou la détention de la majorité des guérilleros. En 1976 eut lieu la Chacina da Lapa (Tuerie de Lapa), qui voit l'élimination des derniers dirigeants historiques du PCdoB. João Amazonas venait de partir pour participer au 7e Congrès du Parti du travail d'Albanie[réf. souhaitée].

## Les pertes
Le bilan officiel de l'époque indiquait sept guérilleros morts. En 2004, le Ministère de la Justice brésilien comptabilisait soixante et un disparus.

### Filmographie
- (pt) Araguaya - A Conspiração do Silêncio, film brésilien de Ronaldo Duque, 2004.